# خانات جواد

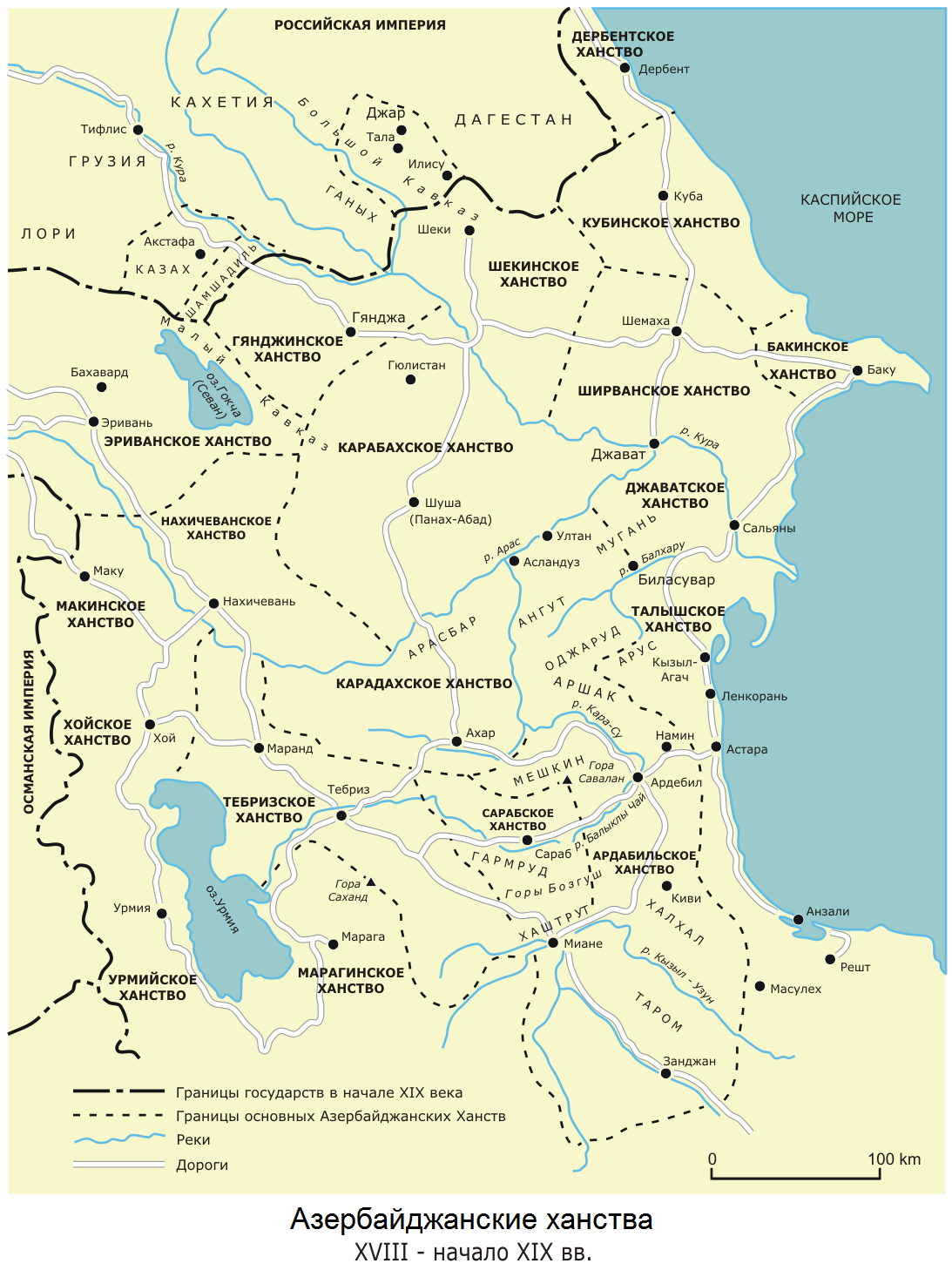

خانات جَواد یکی از خانات نیمه مستقل در منطقه کنونی جمهوری آذربایجان بود که در میانه‌های سده هیجدهم در منطقه‌ای که رودهای کورا و ارس تلاقی می‌کنند ایجاد شد. مرکز آن شهرک جواد بود و قلمرو آن از جواد در کناره رود کورا به سمت جنوب غرب تا سمت شرقی ارس ادامه می‌یافت.
خانات جواد از سوی شمال با خانات شماخی، از سوی غرب با خانات قره باغ، از جنوب غرب با خانات قره‌داغ، از سوی جنوب با خانات تالش، و از سوی شرق با خانات سالیان هم‌مرز بود.
خانات جواد در سال ۱۷۶۸ به خانات قوبا وابسته شد و در سال ۱۸۰۵ قلمرو آن ضمیمه روسیه شد.